# کلاونگاه
کلاونگاه، روستایی است از توابع بخش بلده شهرستان نور در استان مازندران ایران.

## جغرافیا و جمعیت
این روستا در دهستان اوزرود قرار دارد و براساس سرشماری مرکز آمار ایران در سال ۱۳۸۵، جمعیت آن ۳۵۰ نفر (۲۵خانوار) بوده‌است. همچنین این روستا با ارتفاع ۲۸۵۰ متر از سطح دریا بلندترین روستای استان مازندران می‌باشد.
در اثر شکسته شدن سد خاکی در منطقه دیماردنی در روستای کلاونگاه، پساب کارخانه سرب دماوند (دونای سابق) که طی سالیان طولانی به دریاچه و زمین‌های اطراف تخلیه می‌شد به زمین‌های کشاورزی، اراضی مرتعی و دشت‌های حاشیه روستا سرازیر شده و آنها را آلوده کرده‌است.